# Puyopuyo!! Quest
Puyopuyo!! Quest (ぷよぷよ!!クエスト) é um jogo eletrônico de quebra-cabeça de RPG free-to-play, desenvolvido e publicado pela Sega para plataformas iOS, Android e Kindle Fire. O jogo utiliza desenhos e personagens da série Puyo Puyo, mas apresenta uma jogabilidade diferente do quebra-cabeças de queda de objetos original, adicionando elementos de RPG.
Ele pode ser vinculado ao seu jogo de arcade acompanhado, Puyopuyo!! Quest Arcade, que adiciona uma nova carta ao inventário do jogador.

## PuyoQue Café
PuyoQue Cafe (ぷよクエカフェ) é um estabelecimento de café de conceito de período de tempo limitado, com uma decoração e itens de menu inspirados nos personagens do jogo. A primeira versão foi inaugurada em Shibuya de setembro a novembro de 2014, mais tarde estendido para dezembro do mesmo ano. Um segundo estabelecimento abriu de fevereiro a maio de 2015, em seis sítios por todo o Japão, incluindo Osaka, Fukuoka, Hiroshima, Ikebukuro, Nagoya e Miyagi.

## Recepção
A Sega Networks afirmou que Puyopuyo!! Quest recebeu mais de 12 milhões de downloads a partir de janeiro de 2015.
Puyopuyo!! Quest e o jogo de arcade Puyopuyo!! Quest Arcade foram nomeados para um CEDEC Awards em 2014, no departamento de Design de Jogo, citando a engenhosa conexão do smartphone e dos jogos de arcade, criando uma maneira de responder, ao jogar do ciclo aos jogadores. O par não recebeu o prêmio de mais alta distinção, que foi dado para Kantai Collection.